# Hydrolagus mirabilis
Hydrolagus mirabilis is een vis uit de familie kortneusdraakvissen. De vis komt voor de Atlantische Oceaan. De soort komt voor op diepten van 450 tot 1,933 m. De vis kan een lengte bereiken van 120 cm. Net als alle andere draakvissen wordt hun populatie bedreigd door de toenemende diepzeevisserij.